# پایتخت (فصل ۶)
فصل ششم مجموعه تلویزیونی ایرانی پایتخت، معروف به پایتخت ۶، به کارگردانی سیروس مقدم و با طراحی محسن تنابنده و نویسندگی آرش عباسی در شبکه یک و شبکه تماشا صدا و سیما نمایش داده شد.
۱۵ قسمت از این مجموعه ابتدا در نوروز ۱۳۹۹ به روی آنتن رفت، اما تولید قسمت‌های پایانی آن به دلیل شیوع ویروس کرونا نیمه تمام باقی ماند. پس از مساعد شدن شرایط، دو قسمت پایانی تولید و ابتدا خلاصه قسمت‌های پخش‌شده از ۲۱ اسفند و سپس قسمت‌های ۱۶ و ۱۷، به ترتیب در ۲۹ و ۳۰ اسفند ۱۳۹۹ از شبکه یک پخش شد.

## خلاصهٔ داستان
قصهٔ سریال «پایتخت ۶» با فوت بابا پنجعلی و اهدای اعضای بدن او آغاز می‌شود. بهبود فریبا (مهران احمدی) پس از سال‌ها به ایران بازمی‌گردد اما ماجراهایی برایش پیش می‌آید که فهیمه (نسرین نصرتی) را از شوهرش دلسرد می‌کند. بهبود در این فصل به بیماری سندرم دست بی‌قرار مبتلا است. بهتاش (بهرام افشاری) که در فصل ۵ بیکار و آس و پاس بود، حالا دروازه‌بان باشگاه فوتبال نساجی مازندران شده است و به بازیکن فوتبال پیتر چک علاقه دارد و نقی معمولی هم سیاسی شده و راننده و محافظ شخصی نمایندهٔ مجلس است. هما، همسر نقی هم گویندهٔ اخبار شده است. ارسطو با فردی به اسم کاووس ناخواسته وارد فروش مواد مخدر می‌شود و از ماشین نقی که رانندهٔ نمایندهٔ مجلس است، برای جابجایی مواد استفاده می‌کند، بهتاش هم که در پست دروازه‌بان برای نساجی درخشیده به پاناتینایکوس یونان می‌پیوندد. آن طرف هم رحمت با خانم بیاتی ازدواج می‌کند.
بعد از این اتفاقات به یک سال بعد می‌رود که برادر هما، ستار سعادت، از نقی به جرم مبتلا کردن پدر خود به بیماری کرونا و مرگ پدرش شکایت می‌کند. ارسطو هم که به جرم توزیع و پخش مواد مخدر دستگیر شده بود آزاد می‌شود و به کار توزیع شلوار می‌زند. همچنین رحمت و خانم بیاتی سه قلو دار می‌شوند.

## بازیگران

### اصلی
| بازیگر            | شخصیت                         | توضیحات                                                                      |
| ----------------- | ----------------------------- | ---------------------------------------------------------------------------- |
| محسن تنابنده      | نقی معمولی                    | همسر هما، پدر سارا و نیکا                                                    |
| ریما رامین‌فر      | هما سعادت                     | همسر نقی، مادر سارا و نیکا                                                   |
| احمد مهران‌فر      | ارسطو عامل                    | پسر خاله نقی و تقی و فهیمه                                                   |
| نسرین نصرتی       | فهیمه معمولی                  | خواهر نقی و تقی، همسر بهبود، مادر بهتاش و بهروز                              |
| هومن حاجی‌عبداللهی | رحمت امینی شالیکار هزارجریبی  | دوست ارسطو و نقی                                                             |
| بهرام افشاری      | بهتاش فریبا                   | پسر بهبود و فهیمه و برادر بهروز                                              |
| مهران احمدی       | بهبود فریبا                   | همسر فهیمه، پدر بهتاش و بهروز                                                |
| مصطفی بلال‌حبشی    | رحمان امینی شالیکار هزارجریبی | برادر رحمت و برادر رحیم                                                      |
| مجتبی بلال‌حبشی    | رحیم امینی شالیکار هزارجریبی  | برادر رحمت و برادر رحمان                                                     |
| سلمان خطی         | تقی معمولی                    | برادر نقی و فهیمه، همسر جمیله                                                |
| سارا فرقانی‌اصل    | سارا معمولی                   | دختر نقی و هما                                                               |
| نیکا فرقانی‌اصل    | نیکا معمولی                   | دختر نقی و هما                                                               |
| آتیه جاوید        | جمیله                         | همسر تقی                                                                     |
| عارفه معماریان    | طاهره                         | دختر محمود نقاش، معشوقهٔ سابق نقی، معشوقهٔ جدید ارسطو                          |
| وحید قاضی‌زاهدی    | کاووس                         | مواد فروش، دوست ارسطو                                                        |
| امیر سیدزاده      | مالکی                         | نماینده مجلس                                                                 |
| ابوالفضل رجبی     | بهروز فریبا                   | پسر بهبود و فهیمه و برادر بهتاش                                              |
| سکینه شفافی       | عسل جویباری                   | مادر ارسطو، خاله نقی                                                         |
| مهران قندهاری     | میثاق                         | همسایهٔ ارسطو که به دلیل ابتلاء مادرش به کرونا چند وقتی نزد آنها زندگی میکند. |
| مجتبی طباطبایی    | ستار سعادت                    | برادر هما                                                                    |
| نیکی مظفری        | شکوه شاکری                    | معشوقهٔ جدید ارسطو (تنها در قسمت آخر)                                         |
| محمود صامت        | سیف‌الله                       |                                                                              |

### مهمان
| بازیگر           | شخصیت           |
| ---------------- | --------------- |
| بهنام بانی       | بهنام بانی      |
| محمدرضا حیاتی    | محمدرضا حیاتی   |
| جواد خیابانی     | جواد خیابانی    |
| محمد رضا مهاجری  | محمد رضا مهاجری |
| علیرضا حقیقی     | علیرضا حقیقی    |
| خسرو امیرصادقی   | آقای بیاتی      |
| عاطفه باقری      | عاطفه بیاتی     |
| سحر عبداللهی     | خانم الهی       |
| آرین زین‌العابدین |                 |
| آرش عباسی        | کوروش           |

## جوایز و نامزدها
| سال  | جایزه                 | رده                              | نامزد         | نتیجه    |
| ---- | --------------------- | -------------------------------- | ------------- | -------- |
| ۱۳۹۹ | بیستمین دوره جشن حافظ | بهترین مجموعه تلویزیونی          | الهام غفوری   | نامزدشده |
| ۱۳۹۹ | بیستمین دوره جشن حافظ | بهترین کارگردانی تلویزیونی       | سیروس مقدم    | نامزدشده |
| ۱۳۹۹ | بیستمین دوره جشن حافظ | بهترین فیلمنامه تلویزیونی        | محسن تنابنده  | نامزدشده |
| ۱۳۹۹ | بیستمین دوره جشن حافظ | بهترین بازیگر مرد کمدی تلویزیونی | محسن تنابنده  | برنده    |
| ۱۳۹۹ | بیستمین دوره جشن حافظ | بهترین بازیگر مرد کمدی تلویزیونی | بهرام افشاری  | نامزدشده |
| ۱۳۹۹ | بیستمین دوره جشن حافظ | بهترین بازیگر زن کمدی تلویزیونی  | ریما رامین فر | نامزدشده |
| ۱۳۹۹ | بیستمین دوره جشن حافظ | بهترین بازیگر زن کمدی تلویزیونی  | نسرین نصرتی   | نامزدشده |

## تولید و پخش
تصویربرداری این مجموعه از ۱۶ آذرماه ۱۳۹۸ در زیولا شیرگاه آغاز شد.
بخش‌هایی از این سریال در بازی پرسپولیس و نساجی در تاریخ ۶ دی ۱۳۹۸ تصویر برداری شد که در آن شخصیت بهتاش (با بازی بهرام افشاری) به عنوان گلر سوم تیم نساجی با شمارهٔ ۵۵ و کلاهی به شکل کلاه پیتر چک حضور دارد.
به گفتهٔ الهام غفوری شخصیت بابا پنجعلی (با بازی علیرضا خمسه) در این فصل می‌میرد و مهران احمدی بازیگر نقش بهبود دوباره برمی‌گردد.
پس از شیوع ویروس کرونا در ایران، شایعاتی مبنی بر توقف تصویربرداری این مجموعه در فضای مجازی منتشر شد که با تکذیبیه الهام غفوری مواجه شد. با این حال اعلام شد که پخش این فصل از سریال پایتخت به دلیل آماده نشدن قسمت‌های پایانی، در نوروز ۱۳۹۹ به اتمام نخواهد رسید. نمایش جمله «انشاءالله با شکست ویروس کرونا بازمی‌گردیم، این داستان ادامه دارد» در انتهای قسمت آخر فصل ششم پایتخت، حاکی از اعلام تکمیل نبودن این فصل شد. اما پس گذشت ۱۰ ماه در بهمن ۱۳۹۹ فیلم‌برداری ۲ قسمت پایانی با توجه به قول عوامل پایتخت در علی‌آباد (شیرگاه) شروع شد. قرار بر این بود که ۸ قسمت خلاصه و ۲ قسمت جدید از ۳۰ اسفند ۹۹ تا ۷ فروردین ماه پخش شود اما با آماده شدن فصل سوم نون خ ۳ این فصل دوباره از ۲۱ تا ۳۰ اسفند ۹۹ در شبکه یک سیما پخش گردید.

## حاشیه‌ها

### حجم بالای تبلیغات
پس از پخش قسمت اول سریال پایتخت بسیاری از مخاطبان به حجم بالای تبلیغات در بین سریال (پیام بازرگانی در ۲ نوبت بین سریال پخش شد) به صدا و سیما انتقاد کردند که با واکنش محسن تنابنده (طراح، سرپرست نویسندگان و بازیگر شخصیت نقی) مواجه شد و او این تبلیغات را بر عهده تلویزیون دانست و به این حَجم از تبلیغات اعتراض کرد.
روزنامهٔ خراسان در ۱۷ فروردین ۱۳۹۹ با استناد به تعرفه‌های تبلیغات صدا و سیما، درآمد آن سازمان از آگهی‌های این سریال را «۱۹ میلیارد تومان برای هر قسمت» برآورد کرد. به نوشتهٔ این روزنامه، برای ساخت پایتخت ۶ مجموعاً ۲۳ میلیارد تومان هزینه شده است.

### سانسور
فصل ششم سریال پایتخت نیز مانند فصل گذشته آن، در بخش‌هایی توسط تلویزیون سانسور می‌شد که این ممیزی‌ها از قسمت دوم به بعد شدت بیشتری گرفت. در پی آن، محسن تنابنده، احمد مهران‌فر، بهرام افشاری مهران احمدی و امیر سیدزاده، بازیگران سریال، با انتشار پیام‌هایی به شدت بالای ممیزی‌ها اعتراض کردند. دقیقاً واکنش‌های عوامل سریال از زمانی آغاز شد که شبکه اول سیما قبل از آغاز به پخش سریال اقدام به پخش انتقادات مردمی کرد و شمار فراوانی از اهالی رسانه از طیف‌های گسترده و متنوع انتقادات خود را منتشر کردند. صفحات مجازی خبر از سستی و غیردلچسب بودن فصل ششم می‌داد. سایت مشرق در نوشته‌ای مدعی شد که اقدام هماهنگ عوامل سریال در اعتراض و انتشار برخی دیالوگ‌های سانسور شده، اقدامی مشترک استراتژی فرار رو به جلو عوامل اصلی سریال پایتخت بود و آنها قصد داشتند که ضعف فیلم‌نامه و داستان را با این استراتژی در نزد مخاطبان معترض پنهان نمایند.

### نویسنده
محسن تنابنده پس از فوت خشایار الوند که یکی از نویسندگان اصلی فصول پیشین پایتخت بود و عدم توافق با حسن وارسته دیگر نویسندهٔ اصلی سریال که در بیشترین فصل‌های پایتخت قلم زد، سراغ کوروش نریمانی و امیرحسین قاسمی که همکاری کوتاه مدت با یکی از فصل‌های پایتخت داشتند نیز نرفت.و ترجیح داد که با نمایشنامه‌نویس نمایش مولن روژ آرش عباسی که تنابنده در آن مشغول بازی بود به توافق برسد.
حضور آرش عباسی که در فیلم‌نامه‌نویسی فاقد تجربه و پیشینهٔ جدی بود باعث نگرانی‌هایی نزد مخاطبان و اهالی فن طرفدار این سریال شد که مجید زین العابدین مدیر شبکه یک به مخاطبان این سریال اطمینان داد که «این فصل پایتخت از کیفیت بالایی برخوردار خواهد بود.» منتقدین بسیاری باور دارند سریال پایتخت در فصل ششم نتوانسته به هیچ گونه اصول فیلم‌نامه‌نویسی پایبند باشد.

### فیلم‌نامه
پس از پخش پایتخت ۶، تغییر ناگهانی لحن پایتخت و شخصیت‌ها و فقدان ماجرا و ضعف نویسنده، موجب واکنش مخاطبین و اهل فن شد. مخاطبین مدام ضعف آرش عباسی در نگارش پایتخت ۶ را با قلم خشایار الوند مقایسه می‌کردند. اوج ماجرا زمانی بود که وزیر ارشاد توئیتی راجع به خشایار الوند نوشت، و محسن تنابنده در واکنش به سید عباس صالحی، وزیر ارشاد، در استوری اینستاگرامش، ضمن تقبیح و گلایه از «طایفهٔ مرده‌پرست»، به حسن وارسته و کوروش نریمانی نویسندگان پیشین این مجموعهٔ پرطرفدار اشاره کرد؛ و از آن دو قدردانی نمود، و به‌طور تلویحی به منتقدان فهماند که پایتخت به‌جز خشایار الوند نویسندهٔ دیگری هم داشت. در همین‌حال سیروس مقدم نیز در نشست برنامهٔ شب صحبت شبکه اول سیما به این‌که مغز متفکر پایتخت محسن تنابنده است و این‌که در برخی از فصول پایتخت خشایار الوند حضور نداشته است از جمله پایتخت ۲ اشاره کرد. با پایان یافتن قسمت پانزدهم این فصل پایتخت سیل انتفادات بیشتر شد. ضعف در شکل و محتوای پایتخت ۶ از یک سو، و نامهٔ منتسب به عبدالعلی علی‌عسگری رئیس سازمان صدا و سیما از سوی دیگر، باعث شد به رغم تبلیغات مکرر شبکهٔ یک مبنی بر پخش پشت صحنهٔ پایتخت، از پخش آن ممانعت کرده و جای آن در دو قسمت نشست تخصصی با سیروس مقدم کارگردان و مهدی فرجی مشاور پروژه گذاشته و ضعف و قوت‌های اثر را بررسی کرده و به حواشی آن پاسخ دهند. پشت صحنهٔ این مجموعه نیز پس از چند روز از شبکهٔ یک پخش شد. آرش عباسی نویسنده پایتخت شش در گفت و گو با خبرگزاری مهر می‌گوید: فکر می‌کنم کسانی که در این زمینه انتقاد داشتند و بیان می‌کردند نبود زنده‌یاد خشایار الوند خیلی محسوس است، یک مشکل خیلی بزرگ داشتند آن هم این بود که شناختی نسبت به خشایار الوند نداشتند و درصد حضور او را در هم در این پروژه نمی‌دانستند. خدا خشایار الوند را رحمت کند، اما نه الوند نه من و نه نویسندگان دیگری که با محسن تنابنده کار کرده‌اند، حوزه اختیاراتشان از یک محدوده‌ای بالاتر نمی‌رفت و نمی‌رود. شما به عنوان نویسنده یا نباید با تنابنده کار کنید، یا اگر می‌پذیرید باید پای همه چیز بمانید. پایتخت و کاراکترهای پایتخت قصه‌هایی نیستند که تنابنده برای هر فصل در جایی شروع به نوشتن آن‌ها کند و در جایی به پایان برساند؛ تنابنده با تک‌تک کاراکترهای پایتخت زندگی می‌کند. چه فصل‌های بعدی ساخته شود و چه ساخته نشود او تا آخر عمر با آن‌ها زندگی می‌کند. پس هر نویسنده‌ای که وارد این تیم شود، تا جایی می‌تواند روی قصه و کاراکترها تأثیرگذار باشد چون ساختمانی که مدنظر تنابنده است در ذهنش ساخته و قصه‌هایش پرداخت شده است. او دربارهٔ قصه‌ها با نویسنده گپ می‌زند و نَعل به نَعل فیلمنامه را چک کرده و مو را از ماست می‌کشد.
عبدالحسین خسروپناه مدرس حوزه علمیه و دانشگاه در اظهارنظری عنوان داشت: «فارغ از نقدهایی چون اختلاط نامحرم، تعابیر بی‌ادبانه به‌ویژه نسبت به والدین، بی‌احترامی به نماز و حج و… ولکن نقد ریشه‌ای‌تر این سریال رویکرد ایران‌گریزی و ایران‌تضعیفی است که متأسفانه از دورهٔ قاجار توسط مستشرقین و بعد روشنفکر نمایان داخلی دنبال می‌شود. این سریال با نشان دادن ایرانیانی که یا قاچاقچی (ارسطو) هستند یا روانی (بهبود) یا مسئول ناتوان و بی‌عرضه و منفعل (نمایندهٔ مجلس) یا دارای کمبود شخصیت (بهتاش) یا نوجوانان غرق در اینستاگرام و فضای مجازی (دختران دوقلو) یا مدعیان پرادعای هیچ‌کاره و فرصت‌طلب (نقی) یا مروج آرایشگری و رفتارهای نامناسب (رحمت و فهیمه) یا عقل کلی که در مواردی احساسی داوری می‌کند (هما)، برای بیننده به‌ویژه بینندهٔ خارجی تصویر بسیار منفی علیه ایران می‌سازد.»

### جنجال قسمت آخر
در قسمت ۱۵ و پایانی موقت فصل ششم پایتخت که روز ۱۵ فروردین ۱۳۹۹ روی آنتن رفت؛ در سکانس پایانی این قسمت که کاراکتر رحمت به همراه همسرش به ماه عسل رفته بود، شباهت‌های بسیاری میان این سکانس و بخش‌هایی از فیلم‌های همسفر و ممل آمریکایی (که در دوران پیش از انقلاب ساخته شدند) مشاهده می‌شد. پخش این سکانس با انتقادات شدید برخی مخاطبان و فعالان سیاسی و مردم ایران مواجه شد. در پی این انتقادات، عبدالعلی علی‌عسکری، رئیس سازمان صداوسیما، طی نامه‌ای به سید مرتضی میرباقری، معاون سیما، خواستار بررسی حواشی این قسمت و مشخص شدن این موضوع شد که این اقدام حاصل «اشتباه، بی‌توجهی و وادادگی بوده یا نتیجهٔ عملیات مرموز و فتنه‌انگیز ستون پنجم فرهنگی دشمن». علی‌عسکری در نامه‌اش به «جلوگیری از تکرار موارد این‌چنینی» تأکید کرد.
محسن تنابنده نیز پس از پخش قسمت پانزدهم، در حساب شخصی خود در اینستاگرام، تصویری از سکانس رحمت و همسرش بر روی موتور همراه با متن «رحمت و همسفرش» منتشر کرد.
در این رابطه، برخی از کارشناسان رسانه، پخش سکانس‌های «خارج از عرف» در سریال پایتخت ۶ را به کاهش محدودهٔ خط قرمزهای صداوسیما و تغییر استراتژی این رسانه جهت افزایش مخاطب و افزایش درآمد نسبت دادند.
به رغم برگزاری نشست تخصصی، مخالفین و منتقدین سرسخت و مخاطبین علاقه‌مند به این سریال، این فصل پایتخت را مملو از ضعف در فرم و محتوا و اخلاق در بخش نگارش دانستند و معتقد بودند که این پایتخت از به سبب ضعف فراوان در فیلم‌نامه و ضعف نویسنده و همچنین تفکر درون آن، صدمهٔ بسیار فراوانی خورده است
انتقادات به نویسندهٔ سریال تا جایی پیش رفت که آرش عباسی با دلخوری از آن‌ها و هجمه‌های ناگهانی در شبکه‌های اجتماعی، به‌صورت زنده مجبور به پاسخ دادن سوالات خبرنگاران در اینستاگرامش شد.
عده‌ای از منتقدین، برنامهٔ تحلیل و بررسی سریال پایتخت ۶ را که جایگزین پشت صحنهٔ این سریال شده‌بود، امری فرمایشی و برای خواباندن صدای معترضین به ضعف سریال دانستند.

### شایعه توقیف شدن
پس از پخش مجموعه تلویزیونی پایتخت توسط آی‌فیلم برای سوّمین بار بعد از ساخت فصل شش این مجموعه و پخش نکردن این فصل، محسن تنابنده به نقل از صفحه اینستاگرامی تی‌وی‌بان در صفحه اینستاگرام خود استوری کرد:
توقیف پایتخت ۶! متأسفانه شنیده‌ها درست بود؛ مگر اتفاق خاصی بیفتد
پس از آن برخی رسانه‌ها خبر از توقیف این سریال به دلیل بازآفرینی فیلم‌های ممل آمریکایی و همسفر در قالب سکانس‌هایی از این سریال دادند. البته هنوز این خبر توسط صدا و سیما تأیید یا رّد نشده است.

### اتهامات مالی
پس از اتمام پخش سریال، نامه‌ای منتسب به جمعی از همکاران صداوسیما در فضای مجازی منتشر شد که با ادبیاتی تند و به ظاهر مستند سعی کرد تا پروندهٔ فصل ششم پایتخت را مورد بررسی قرار دهد. در این نامه اتهاماتی چون «رانت و فساد مالی» به سیروس مقدم، تنابنده و دیگر عوامل سریال پایتخت نسبت داده شده و همچنین به «فساد در بخش‌های گوناگون و ناکارآمدی مدیران سازمان صداوسیما» اشاره شده است.

### حذف شدن سارا و نیکا
پس از پخش‌شدن فیلم و تصاویری خصوصی از سارا و نیکا فرقانی اصل که آن‌ها را در یک استخر عمومی در خارج از کشور نشان می‌داد، صدا و سیما تصمیم به کنار گذاشتن آن‌ها گرفت و اجازه حضور این دو بازیگر را در دو قسمت پایانی نداد. طی این ماجرا بسیاری از هنرمندان از جمله بهرام افشاری، مهران احمدی، نسرین نصرتی و جمع دیگری از هنرمندان از آن‌ها در شبکه‌های اجتماعی حمایت کردند و خواستار بازگشت آنها از سوی صدا و سیما شدند.

## عوامل تولید
- تهیه‌کننده: الهام غفوری[۳۹]
- کارگردان: سیروس مقدم
- طراح و سرپرست نویسندگان فیلمنامه و مشاور کارگردان: محسن تنابنده
- نویسنده فیلمنامه: آرش عباسی و محمد تنابنده
- مدیر فیلمبرداری: فرشاد گل‌سفیدی و محمدرضا سکوت
- طراح گریم: مجید اسکندری
- مدیر تولید: محمود اتحادی
- جانشین تولید: محمدرضا بهرام آهی
- مدیر برنامه‌ریزی: فهیمه کمالی
- طراح صحنه و لباس: آرزو غفوری
- صدابردار: میثم یاردیلو
- دستیار اول کارگردان: سعید بیات
- مدیر تدارکات: مهدی رهبری
- فیلمبردار دوم: مرتضی درویش‌خانی
- روابط عمومی: علی زادمهر
- سرپرست گریم: کیوان یکتا
- منشی صحنه: آسیه معصومی‌زاده
- انتخاب بازیگران: رضا سخایی
- هماهنگی بازیگران: میترا نوروزی
- دستیار دوم کارگردان: بهنام مسعودی
- دستیار اول صحنه: علی خزایی
- مدیر صحنه: فرهاد ترابی
- دستیار صحنه: مهدی معتدل
- دستیاران صدابردار: سهراب ثمرقندی و سهیل صفاری
- دستیار برنامه‌ریز: سید بهنام حسینی
- دستیاران لباس: سامره جوانمرد و نسیم غضنفرزاده
- دستیار اول تدارکات: مرتضی شکری
- عکاس: مهدی حیدری قمی
- پشت صحنه: علی بیات
- دستیار اول فیلمبردار: امید اله‌وردی
- دستیاران فیلمبردار: کیوان محمدی‌نژاد، آراز رز و علی نانکلی
- اجرای گریم: میلاد بهداد، طناز قاسمی، شهره خراسانی و سامان مریوانی
- دستیاران تدارکات: علیرضا آذری، محسن حمزه‌لو، علی مظفری، پیام گرگانی، فرهام والیانی، مهدی سرخسروی، محمدرضا معروفی، رضا خالقی و مهرداد قاسمی
- سینه‌موبیل: ایرج ابراهیمی، ایمان احمدی و زاهد قربانی
- فیلم‌بردار: فرشاد گل سفیدی[۴۰]